# 2748 Patrick Gene
2748 Patrick Gene eller 1981 JF2 är en asteroid i huvudbältet som upptäcktes den 5 maj 1981 av den amerikanska astronomen Carolyn S. Shoemaker vid Palomar-observatoriet. Den är uppkallad efter upptäckarens son, Patrick Gene Shoemaker.
Asteroiden har en diameter på ungefär 8 kilometer.